# Rugby-Union-Nationalmannschaft von Papua-Neuguinea
Die Rugby-Union-Nationalmannschaft von Papua-Neuguinea repräsentiert Papua-Neuguinea in der Rugby Union. Das Team wird von World Rugby als Nationalmannschaft der dritten Kategorie eingestuft.

## Geschichte
Papua-Neuguinea spielt bereits seit 1966 international in der Rugby Union. Das erste Länderspiel im Dezember gewann man gegen die Auswahl Vanuatus mit 47:3. Zudem trat man bis 1969 zu Testspielen gegen Wallis und Futuna und Fidschi an. Bis zur Teilnahme an der Qualifikation für die Rugby-Union-Weltmeisterschaft 1999 spielte man ab dann aber nur noch sporadisch international, unter anderem unterlag man Fidschi 1979 deutlich mit 0:86.
In der Qualifikation für das Turnier in Wales scheiterte das Team in der ersten Runde, obwohl man Tahiti besiegen konnte. Die Niederlage gegen die Cookinseln kostete die Mannschaft aber das Weiterkommen.
In der Qualifikation für die Weltmeisterschaft 2003 lief es dann deutlich besser. Nach Siegen über die Salomonen und Vanuatu erreichte man die dritte Runde, in der die Cookinseln warteten. Nach einem 29:14-Heimsieg unterlag man eine Woche später auf den Cookinseln mit 21:16. Aufgrund der mehr erzielten Punkte erreichte Papua-Neuguinea die vierte und letzte Runde. Dort unterlag man dem Team aus Tonga in zwei Spielen mit 14:47 und 12:84.
2007 besiegte man in der ersten Runde erneut die Salomonen und Vanuatu. In der nächsten Runde glückte den Cookinseln die Revanche, der vier Jahre zurückliegenden Niederlage, und Papua-Neuguinea schied nach einer 12:37-Niederlage und einem 20:11-Sieg aus. Bei der Qualifikation zur WM 2011 gelang es Papua-Neuguinea bis in die entscheidende Runde in Ozeanien vorzudringen, wo man jedoch zweimal deutlich gegen Samoa unterlag und somit ausschied.

## Teilnahmen an Weltmeisterschaften
- 1987 nicht teilgenommen
- 1991 nicht teilgenommen
- 1995 nicht teilgenommen
- 1999 1. Qualifikationsrunde
- 2003 4. Qualifikationsrunde
- 2007 2. Qualifikationsrunde
- 2011 2. Qualifikationsrunde